# Yukio Edano
Yukio Edano (Utsunomiya, 31 maggio 1964) è un politico giapponese.
Ha ricoperto, tra gli altri, l'incarico di capo del gabinetto nel governo Kan dal 4 gennaio al 2 settembre 2011.
Esponente del Partito Democratico giapponese, Edano è anche membro della Camera dei rappresentanti e della Dieta, l'organo legislativo nazionale.

## Biografia
Nasce presso Utsunomiya, capoluogo della prefettura di Tochigi, mentre nel 1987 si laurea in legge presso la Tohoku University.
La sua prima elezione risale al 1993, quando fu eletto tra le file del Japan New Party, partito fondato da Morihiro Hosokawa. Tre anni più tardi ha partecipato alla fondazione del Partito Democratico (DPJ) di cui è stato segretario generale per qualche mese, dal marzo al settembre 2010.
Nel gennaio 2011 ha assunto la segreteria del gabinetto di governo: durante questo periodo, per un brevissimo periodo nel marzo 2011, è stato ministro degli esteri ad interim. In seguito al disastroso terremoto che ha colpito il Giappone nel marzo 2011 e alla conseguente emergenza nucleare, Edano ha tenuto conferenze stampa ad intervalli regolari in quanto portavoce del governo. L'incarico di capo del gabinetto è terminato nel settembre 2011.
Lasciato il precedente incarico, dopo pochi giorni è diventato il nuovo ministro dell'economia, del commercio e dell'industria, ruolo che ha ricoperto fino al dicembre 2012.